# Verwijzend voornaamwoord
Een verwijzend voornaamwoord is in de ontleding een voornaamwoord dat naar een ander woord, zinsdeel of hele zin (meestal de vorige) verwijst en tevens een eigen grammaticale functie heeft (onderwerp, lijdend voorwerp etc.).

## Voorbeelden
Van de zinsparen hieronder bevat de tweede telkens een verwijzend voornaamwoord:
- De man liep de straat uit en keek toen om. Hij verstarde.
- Die auto is helemaal total-loss. Ik breng hem morgen naar de schroothoop.

## Verwante begrippen
- Een verwijzend voornaamwoord dient te worden onderscheiden van een betrekkelijk voornaamwoord
- Een verwijzend voornaamwoord is tevens een vorm van een taalkundige anafoor. Dit laatste begrip heeft een ruimere betekenis.